# Weneg (dios egipcio)
Weneg (También leído como Uneg) era un dios del cielo y de la muerte de la religión egipcia antigua, que se decía era el protector de la tierra y sus habitantes contra la llegada del "gran caos".

## Mitología
La primera mención conocida de un dios llamado Weneg aparece en un ensalmo de los Textos de Pirámide del periodo de la Sexta Dinastía, donde  está descrito con dos naturalezas, una la de una deidad de la muerte y la otra, como el rey difunto. Es invocado como "Hijo de Ra". Los textos contienen varias oraciones pidiendo que se conceda al rey un paso seguro por el cielo junto con Ra en su celestial barca. Al rey se lo nombra por el nombre de Weneg.
PT 363; columna 607c - d:
Oh  Ra,  ven  y  
crúzame hacia el lado aquel así como tú cruzas
te a tu seguidor Weneg (*Uneg*) a quien amas
PT 476; columna 952a - d:
Oh Guardián del Camino, Custodio
del Gran Portal, da testimonio acerca de mí a estos dos grandes 
y poderosos dioses, porque yo soy Ueneg, hijo de Ra, que 
sostiene el cielo, que guía la tierra y juzga a los 
dioses. 
Weneg como deidad está escasamente documentado. Aparece sólo en otro Texto de la Pirámide de la 6.ª dinastía, donde  se lo identifica y equipara con el dios del cielo Shu. El nombre ‘Weneg' como tal sólo es conocido de otra manera como el nombre de un rey de la Segunda Dinastía, cuya posición cronológica y longitud de reinado es insegura.